# Жемжес
Жемжес (устар. Жем-Жес) — река в России, протекает по Таштагольскому району Кемеровской области. Устье реки находится в 57 км по левому берегу реки Большой Унзас. Длина реки составляет 14 км.

## Данные водного реестра
По данным государственного водного реестра России относится к Верхнеобскому бассейновому округу, водохозяйственный участок реки — Томь от истока до города Новокузнецк, без реки Кондома, речной подбассейн реки — Томь. Речной бассейн реки — (Верхняя) Обь до впадения Иртыша.